# Nathan Sobey
Nathan Adam Sobey (Warrnambool, 14 luglio 1990) è un cestista australiano.

## Carriera
Con l'Australia ha disputato i Campionati mondiali del 2019 e i Giochi olimpici di Tokyo 2020.

## Statistiche

### College
| Anno      | Squadra         | PG | PT | MP   | TC%  | 3P%  | TL%  | RP  | AP  | PRP | SP  | PP  |
| --------- | --------------- | -- | -- | ---- | ---- | ---- | ---- | --- | --- | --- | --- | --- |
| 2012-2013 | Wyoming Cowboys | 33 | 0  | 13,3 | 42,3 | 41,9 | 64,7 | 1,0 | 0,7 | 0,3 | 0,1 | 3,5 |
| 2013-2014 | Wyoming Cowboys | 33 | 33 | 30,2 | 42,7 | 25,9 | 69,1 | 3,4 | 1,9 | 0,5 | 0,2 | 9,8 |
| Carriera  | Carriera        | 66 | 33 | 21,7 | 42,6 | 31,3 | 67,7 | 2,2 | 1,3 | 0,4 | 0,2 | 6,7 |